# Alvaredos
Alvaredos é uma povoação portuguesa do Município de Vinhais que foi sede da extinta Freguesia de Alvaredos, freguesia que tinha 6,36 km² de área e 62 habitantes (2011), e, por isso, uma densidade populacional de 9,7 hab./km².
A Freguesia de Alvaredos, a partir de 29 de Setembro de 2014, foi extinta (agregada) tendo o seu território passado a fazer parte integrante da então criada União de Freguesias de Sobreiró de Baixo e Alvaredos.

## População
| População da Freguesia de Alvaredos | População da Freguesia de Alvaredos | População da Freguesia de Alvaredos | População da Freguesia de Alvaredos | População da Freguesia de Alvaredos | População da Freguesia de Alvaredos | População da Freguesia de Alvaredos | População da Freguesia de Alvaredos | População da Freguesia de Alvaredos | População da Freguesia de Alvaredos | População da Freguesia de Alvaredos | População da Freguesia de Alvaredos | População da Freguesia de Alvaredos | População da Freguesia de Alvaredos | População da Freguesia de Alvaredos |
| ----------------------------------- | ----------------------------------- | ----------------------------------- | ----------------------------------- | ----------------------------------- | ----------------------------------- | ----------------------------------- | ----------------------------------- | ----------------------------------- | ----------------------------------- | ----------------------------------- | ----------------------------------- | ----------------------------------- | ----------------------------------- | ----------------------------------- |
| 1864                                | 1878                                | 1890                                | 1900                                | 1911                                | 1920                                | 1930                                | 1940                                | 1950                                | 1960                                | 1970                                | 1981                                | 1991                                | 2001                                | 2011                                |
| 228                                 | 246                                 | 221                                 | 214                                 | 216                                 | 187                                 | 210                                 | 234                                 | 222                                 | 289                                 | 191                                 | 175                                 | 117                                 | 83                                  | 62                                  |

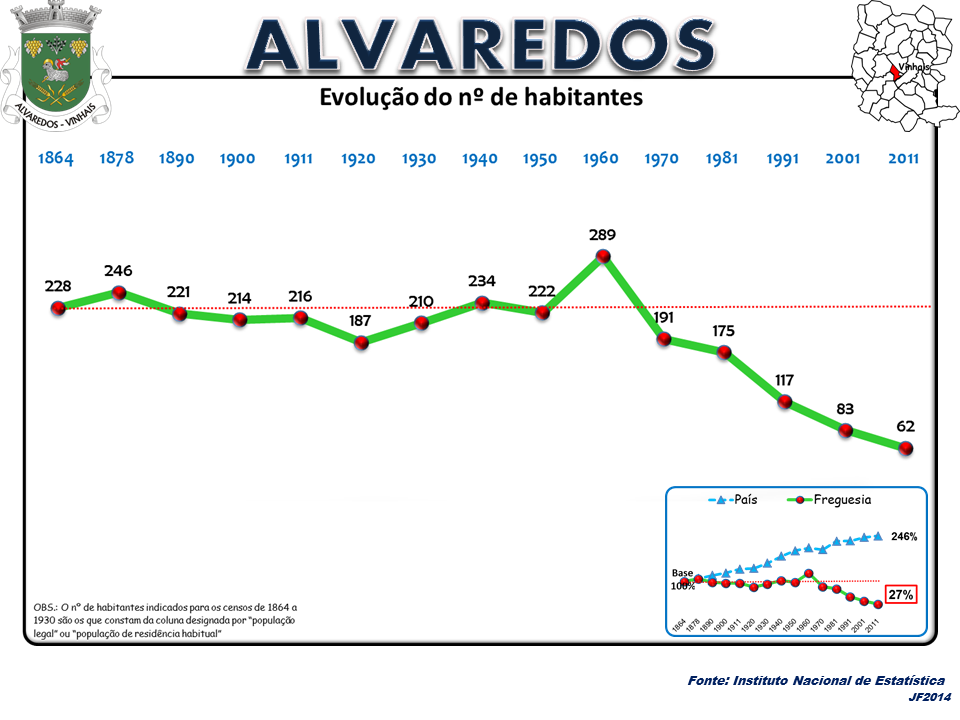
Evolução da População 1864 / 2011
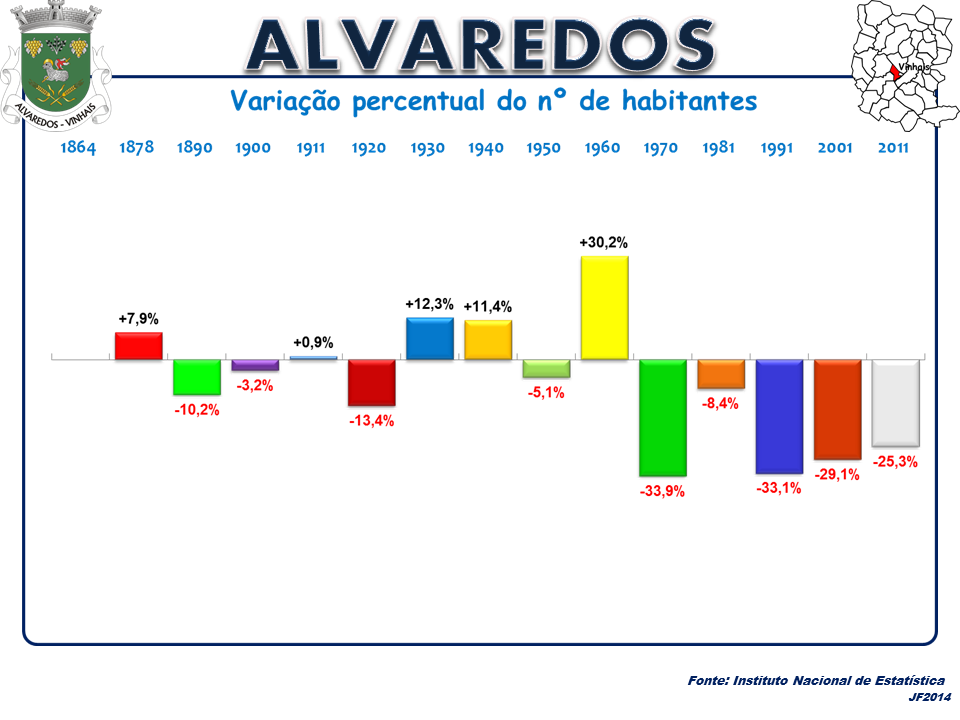
Variação da População 1864 / 2011
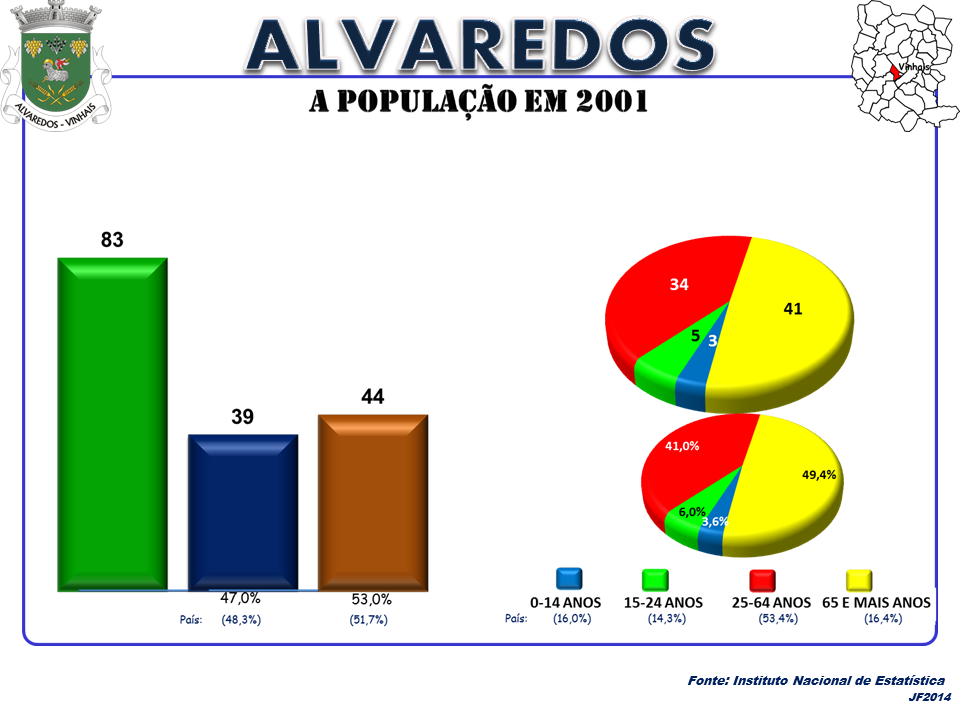
A População em 2001
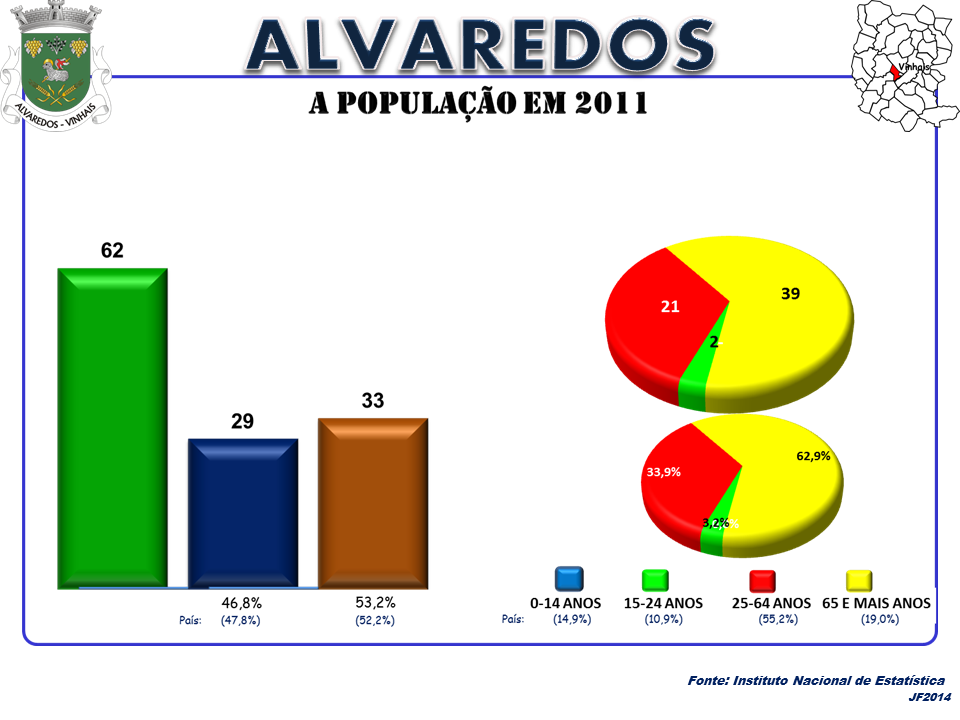
A População em 2011

## Património
- Igreja Paroquial de Alvaredos;
- Igreja Paroquial de Cabeça de Igreja;
- Capela de São Tomé de Revelhe.